# فريدريك كايزر (سياسي)
فريدريك كايزر هو شخصية أعمال وسياسي نرويجي، ولد في 25 مايو 1918 في برغن في النرويج، وتوفي في 2 فبراير 2009. نشط حزبياً في حزب المحافظين.

## وصلات خارجية
- فريدريك كايزر (سياسي) على موقع IMDb (الإنجليزية)